# تسا پیک-جونز
تسا پیک-جونز (انگلیسی: Tessa Peake-Jones؛ زادهٔ ۹ مهٔ ۱۹۵۷) بازیگر اهل بریتانیا است. وی از سال ۱۹۷۹ میلادی تاکنون مشغول فعالیت بوده‌است.
از فیلم‌ها یا مجموعه‌های تلویزیونی که وی در آن‌ها نقش داشته‌است، می‌توان به آدمکشان میدسامر، شهر هالبی، تلفات، پوآرو و دکتر هو اشاره نمود.